# Éliminatoires de la Coupe d'Afrique des nations de football 2008
Résultats des qualifications à Coupe d'Afrique des nations de football 2008.

## Qualifications
Le vainqueur de chaque groupe est qualifié pour la CAN, ainsi que les trois meilleurs deuxièmes. À ces quinze équipes s'ajoute le Ghana en tant que pays organisateur.

### Groupe 1
Le Djibouti, initialement dans le Groupe 1 n'a pas participé aux éliminatoires (forfait).
| Date             | Lieu          | Équipe 1      | Équipe 2      | Résultat | Buteurs                                                 |
| ---------------- | ------------- | ------------- | ------------- | -------- | ------------------------------------------------------- |
| 2 septembre 2006 | Gabon         | Gabon         | Madagascar    | 4 - 0    | Antchouet 37e, Cousin 70e (pen), Nzigou 76e, 82e        |
| 8 octobre 2006   | Côte d'Ivoire | Côte d'Ivoire | Gabon         | 5 - 0    | Kolo-Touré 9e, A. Koné 22e, 55e, 70e, A. Dindane 32e    |
| 25 mars 2007     | Madagascar    | Madagascar    | Côte d'Ivoire | 0 - 3    | Gohouri 29e, A.Dindane 35e, Diané 82e                   |
| 3 juin 2007      | Côte d'Ivoire | Côte d'Ivoire | Madagascar    | 5 - 0    | S. Kalou 18e, A. Koné 30e 82e, Y. Touré 48e, Drogba 90e |
| 17 juin 2007     | Madagascar    | Madagascar    | Gabon         | 0 - 2    | Akieremy 20e, Méyé 89e                                  |
| 8 septembre 2007 | Gabon         | Gabon         | Côte d'Ivoire | 0 - 0    |                                                         |

| Place | Équipe        | Pts | J | G | N | P | BP | BC | Diff |
| ----- | ------------- | --- | - | - | - | - | -- | -- | ---- |
| 1er   | Côte d'Ivoire | 10  | 4 | 3 | 1 | 0 | 13 | 0  | +13  |
| 2e    | Gabon         | 7   | 4 | 2 | 1 | 1 | 6  | 5  | +1   |
| 3e    | Madagascar    | 0   | 4 | 0 | 0 | 4 | 0  | 14 | -14  |

### Groupe 2
| Date             | Lieu       | Équipe 1   | Équipe 2   | Résultat | Buteurs                                                                        |
| ---------------- | ---------- | ---------- | ---------- | -------- | ------------------------------------------------------------------------------ |
| 2 septembre 2006 | Égypte     | Égypte     | Burundi    | 4 - 1    | M. Zidan 5e, Hosni 28e, Aboutreika 39e, Hassan 50e (pen) ; Ndikumana 79e (pen) |
| 3 septembre 2006 | Mauritanie | Mauritanie | Botswana   | 4 - 0    | M'Bodj 2e, Karamoko 10e, 23e, Langlet 31e                                      |
| 8 octobre 2006   | Burundi    | Burundi    | Mauritanie | 3 - 1    | Soulaymani 3e, 30e, Ambazomotema 45e ; Ibrahim 7e                              |
| 7 octobre 2006   | Botswana   | Botswana   | Égypte     | 0 - 0    |                                                                                |
| 25 mars 2007     | Égypte     | Égypte     | Mauritanie | 3 - 0    | M. Zidan 12e, Sidibé (csc) 23e, Ghaly 66e                                      |
| 25 mars 2007     | Botswana   | Botswana   | Burundi    | 1 - 0    | Siska 65e                                                                      |
| 3 juin 2007      | Mauritanie | Mauritanie | Égypte     | 1 - 1    | Langlet 71e ; A. Hassan 15e                                                    |
| 3 juin 2007      | Burundi    | Burundi    | Botswana   | 1 - 0    | Hakimana 63e                                                                   |
| 16 juin 2007     | Botswana   | Botswana   | Mauritanie | 2 - 1    | Marumo 19e, Selolwane 40e ; Langlet 77e                                        |
| 9 septembre 2007 | Rwanda     | Burundi    | Égypte     | 0 - 0    |                                                                                |
| 13 octobre 2007  | Égypte     | Égypte     | Botswana   | 1 - 0    | Fadl 78e                                                                       |
| 13 octobre 2007  | Mauritanie | Mauritanie | Burundi    | 2 - 1    | D. Corville 32e, Teguedi 50e ; Imantona 88e (csc)                              |

| Place | Équipe     | Pts | J | G | N | P | Buts + | Buts - | Diff. |
| ----- | ---------- | --- | - | - | - | - | ------ | ------ | ----- |
| 1er   | Égypte     | 12  | 6 | 3 | 3 | 0 | 9      | 2      | +7    |
| 2e    | Burundi    | 7   | 6 | 2 | 1 | 3 | 7      | 7      | 0     |
| 3e    | Mauritanie | 7   | 6 | 2 | 1 | 3 | 9      | 10     | -1    |
| 4e    | Botswana   | 7   | 6 | 2 | 1 | 3 | 2      | 8      | -6    |

### Groupe 3
| Date             | Lieu    | Équipe 1 | Équipe 2 | Résultat | Buteurs                                          |
| ---------------- | ------- | -------- | -------- | -------- | ------------------------------------------------ |
| 2 septembre 2006 | Nigeria | Nigeria  | Niger    | 2 - 0    | Aiyegbeni 27e, Obodo 60e                         |
| 2 septembre 2006 | Ouganda | Ouganda  | Lesotho  | 3 - 0    | Massa 27e, 40e, Obua 53e (pen)                   |
| 8 octobre 2006   | Lesotho | Lesotho  | Nigeria  | 0 - 1    | Aiyegbeni 27e                                    |
| 8 octobre 2006   | Niger   | Niger    | Ouganda  | 0 - 0    |                                                  |
| 24 mars 2007     | Nigeria | Nigeria  | Ouganda  | 1 - 0    | Kanu 81e                                         |
| 25 mars 2007     | Lesotho | Lesotho  | Niger    | 3 - 1    | Potse 22e, 44e, Marai 75e; Kamilou 80e           |
| 2 juin 2007      | Ouganda | Ouganda  | Nigeria  | 2 - 1    | Obua 52e (pen), Sekagya 65e (pen) ; Utaka 25e    |
| 3 juin 2007      | Niger   | Niger    | Lesotho  | 2 - 0    | Djibo 10e, Sako 32e                              |
| 17 juin 2007     | Niger   | Niger    | Nigeria  | 1 - 3    | Kamilou 68e ; Kanu 40e, Taiwo 70e, Aiyegbeni 89e |
| 19 juin 2007     | Lesotho | Lesotho  | Ouganda  | 0 - 0    |                                                  |
| 8 septembre 2007 | Nigeria | Nigeria  | Lesotho  | 2 - 0    | Makinwa 44e, Uche 60e                            |
| 8 septembre 2007 | Ouganda | Ouganda  | Niger    | 3 - 1    | Obua 2e (pen), 77e, 90e; Idrissa 45e             |

| Place | Équipe  | Pts | J | G | N | P | Buts + | Buts - | Diff. |
| ----- | ------- | --- | - | - | - | - | ------ | ------ | ----- |
| 1er   | Nigeria | 15  | 6 | 5 | 0 | 1 | 10     | 3      | +7    |
| 2e    | Ouganda | 11  | 6 | 3 | 2 | 1 | 8      | 3      | +5    |
| 3e    | Lesotho | 4   | 6 | 1 | 1 | 4 | 3      | 9      | -6    |
| 4e    | Niger   | 4   | 6 | 1 | 1 | 4 | 5      | 11     | -6    |

### Groupe 4
| Date             | Lieu       | Équipe 1   | Équipe 2   | Résultat | Buteurs                                                   |
| ---------------- | ---------- | ---------- | ---------- | -------- | --------------------------------------------------------- |
| 3 septembre 2006 | Soudan     | Soudan     | Seychelles | 3 - 0    | Galag 20e, Tambal 77e, 90e                                |
| 3 septembre 2006 | Maurice    | Maurice    | Tunisie    | 0 - 0    |                                                           |
| 7 octobre 2006   | Seychelles | Seychelles | Maurice    | 2 - 1    | Brutus 23e, 82e ; Godon 51e                               |
| 7 octobre 2006   | Tunisie    | Tunisie    | Soudan     | 1 - 0    | Justin (csc) 78e                                          |
| 25 mars 2007     | Maurice    | Maurice    | Soudan     | 1 - 2    | Naboth 68e ; Agab 42e, 85e                                |
| 24 mars 2007     | Seychelles | Seychelles | Tunisie    | 0 - 3    | Jemâa 18e, 77, 81e                                        |
| 2 juin 2007      | Soudan     | Soudan     | Maurice    | 3 - 0    | Justin 25e (pen), 65e, Agab 44e                           |
| 2 juin 2007      | Tunisie    | Tunisie    | Seychelles | 4 - 0    | Jemâa 15e, Zaiem 41e, 66e, Chermiti 81e                   |
| 16 juin 2007     | Seychelles | Seychelles | Soudan     | 0 - 2    | Agab 45e, Tambal 61e                                      |
| 16 juin 2007     | Tunisie    | Tunisie    | Maurice    | 2 - 0    | Jemâa 44e, A. Nafti 60e                                   |
| 9 septembre 2007 | Maurice    | Maurice    | Seychelles | 1 - 1    | Perle 59e ; Godfrey 43e (pen)                             |
| 9 septembre 2007 | Soudan     | Soudan     | Tunisie    | 3 - 2    | Eldin 25e, Agab 60e, Tayeb 70e ; M. Nafti 54e, Santos 81e |

| Place | Équipe     | Pts | J | G | N | P | BP | BC | Diff |
| ----- | ---------- | --- | - | - | - | - | -- | -- | ---- |
| 1er   | Soudan     | 15  | 6 | 5 | 0 | 1 | 13 | 4  | +9   |
| 2e    | Tunisie    | 13  | 6 | 4 | 1 | 1 | 12 | 3  | +9   |
| 3e    | Seychelles | 4   | 6 | 1 | 1 | 4 | 3  | 14 | -11  |
| 4e    | Maurice    | 2   | 6 | 0 | 2 | 4 | 3  | 10 | -7   |

### Groupe 5
| Date             | Lieu               | Équipe 1           | Équipe 2           | Résultat | Buteurs                                                       |
| ---------------- | ------------------ | ------------------ | ------------------ | -------- | ------------------------------------------------------------- |
| 3 septembre 2006 | Rwanda             | Rwanda             | Cameroun           | 0 - 3    | Feutchine 56e, Geremi 62e, N'Guémo 71e                        |
| 3 septembre 2006 | Guinée équatoriale | Guinée équatoriale | Liberia            | 2 - 1    | Epitié 24e, R. Bodipo 86e ; Krangar 35e                       |
| 7 octobre 2006   | Cameroun           | Cameroun           | Guinée équatoriale | 3 - 0    | Idrissou 72e, 88e, Webo 80e                                   |
| 8 octobre 2006   | Liberia            | Liberia            | Rwanda             | 3 - 2    | Doe 24e, Makor 68e, Williams 76e ; Karekezi 70e, Moulenda 79e |
| 25 mars 2007     | Guinée équatoriale | Guinée équatoriale | Rwanda             | 3 - 1    | Anderson 11e,Edjogo-Owono 75e, Epitié 83e ; Karekezi 19e      |
| 24 mars 2007     | Cameroun           | Cameroun           | Liberia            | 3 - 1    | Webo 16e, 25e, Idrissou 85e ; Doe 38e                         |
| 2 juin 2007      | Rwanda             | Rwanda             | Guinée équatoriale | 2 - 0    | Niyonzima 57e, 77e                                            |
| 3 juin 2007      | Liberia            | Liberia            | Cameroun           | 1 - 2    | Mennoh 80e ; Mbia 12e, Eto'o 78e                              |
| 17 juin 2007     | Liberia            | Liberia            | Guinée équatoriale | 0 - 0    |                                                               |
| 17 juin 2007     | Cameroun           | Cameroun           | Rwanda             | 2 - 1    | Idrissou 16e, Geremi 49e ; Gatete 79e                         |
| 8 septembre 2007 | Rwanda             | Rwanda             | Liberia            | 4 - 0    | Bokota 21e, Makasi 19e, Witakenge 86e, Karekezi 89e           |
| 9 septembre 2007 | Guinée équatoriale | Guinée équatoriale | Cameroun           | 1 - 0    | Edjogo-Owono 39e                                              |

| Place | Équipe             | Pts | J | G | N | P | Buts + | Buts - | Diff. |
| ----- | ------------------ | --- | - | - | - | - | ------ | ------ | ----- |
| 1er   | Cameroun           | 15  | 6 | 5 | 0 | 1 | 13     | 4      | +9    |
| 2e    | Guinée équatoriale | 10  | 6 | 3 | 1 | 2 | 6      | 7      | -1    |
| 3e    | Rwanda             | 6   | 6 | 2 | 0 | 4 | 10     | 11     | -1    |
| 4e    | Liberia            | 4   | 6 | 1 | 1 | 4 | 6      | 13     | -7    |

### Groupe 6
| Date             | Lieu      | Équipe 1 | Équipe 2 | Résultat | Buteurs                                                                                      |
| ---------------- | --------- | -------- | -------- | -------- | -------------------------------------------------------------------------------------------- |
| 2 septembre 2006 | Kenya     | Kenya    | Érythrée | 1 - 2    | Mambo 67e ; Shimongwe 61e, 71e                                                               |
| 3 septembre 2006 | Swaziland | Eswatini | Angola   | 0 - 2    | Jamba 21e, Loco 80e                                                                          |
| 8 octobre 2006   | Angola    | Angola   | Kenya    | 3 - 1    | Flávio 27e, 68e, Mateus 60e ; Ambani 81e                                                     |
| 7 octobre 2006   | Érythrée  | Érythrée | Eswatini | 0 - 0    |                                                                                              |
| 25 mars 2007     | Kenya     | Kenya    | Eswatini | 2 - 0    | McDonald 51e, Shikanda 75e                                                                   |
| 25 mars 2007     | Angola    | Angola   | Érythrée | 6 - 1    | Flávio 26e, 69e, Mantorras 36e, Zé Kalanga 42e, Mendonça 47e, Figueiredo 85e ; Shimongwe 62e |
| 3 juin 2007      | Swaziland | Eswatini | Kenya    | 0 - 0    |                                                                                              |
| 2 juin 2007      | Érythrée  | Érythrée | Angola   | 1 - 1    | Ali Abubeker 17e ; Maurito 88e                                                               |
| 17 juin 2007     | Angola    | Angola   | Eswatini | 3 - 0    | Figueiredo 18e, Love 25e, Flávio 56e                                                         |
| 16 juin 2007     | Érythrée  | Érythrée | Kenya    | 1 - 0    | Aregay 80e                                                                                   |
| 9 septembre 2007 | Kenya     | Kenya    | Angola   | 2 - 1    | Oboya 24e, Oliech 81e ; Manucho 45e                                                          |
| 9 septembre 2007 | Érythrée  | Eswatini | Érythrée | 0 - 0    |                                                                                              |

| Place | Équipe   | Pts | J | G | N | P | Buts + | Buts - | Diff. |
| ----- | -------- | --- | - | - | - | - | ------ | ------ | ----- |
| 1er   | Angola   | 13  | 6 | 4 | 1 | 1 | 16     | 5      | +11   |
| 2e    | Érythrée | 9   | 6 | 2 | 3 | 1 | 5      | 8      | -3    |
| 3e    | Kenya    | 7   | 6 | 2 | 1 | 3 | 6      | 7      | -1    |
| 4e    | Eswatini | 3   | 6 | 0 | 3 | 3 | 0      | 7      | -7    |

### Groupe 7
| Date             | Lieu         | Équipe 1     | Équipe 2     | Résultat | Buteurs                                                        |
| ---------------- | ------------ | ------------ | ------------ | -------- | -------------------------------------------------------------- |
| 2 septembre 2006 | Sénégal      | Sénégal      | Mozambique   | 2 - 0    | Nana (csc) 35e ; N'Daw 61e                                     |
| 2 septembre 2006 | Tanzanie     | Tanzanie     | Burkina Faso | 2 - 1    | Koulibaly 25e (csc), Khalfan 67e ; Cissé 34e                   |
| 8 octobre 2006   | Mozambique   | Mozambique   | Tanzanie     | 0 - 0    |                                                                |
| 7 octobre 2006   | Burkina Faso | Burkina Faso | Sénégal      | 1 - 0    | Yaméogo 65e                                                    |
| 24 mars 2007     | Sénégal      | Sénégal      | Tanzanie     | 4 - 0    | Niang 39e, 48e, 63e, Kamara 46e                                |
| 24 mars 2007     | Burkina Faso | Burkina Faso | Mozambique   | 1 - 1    | Pitroipa 26e ; Mano 2e                                         |
| 2 juin 2007      | Tanzanie     | Tanzanie     | Sénégal      | 1 - 1    | Khalfan 13e ; Ba 70e                                           |
| 3 juin 2007      | Mozambique   | Mozambique   | Burkina Faso | 3 - 1    | Dário 5e, 48e, Tico-Tico 44e ; Sanou 38e                       |
| 16 juin 2007     | Burkina Faso | Burkina Faso | Tanzanie     | 0 - 1    | Nyoni 77e                                                      |
| 17 juin 2007     | Mozambique   | Mozambique   | Sénégal      | 0 - 0    |                                                                |
| 8 septembre 2007 | Sénégal      | Sénégal      | Burkina Faso | 5 - 1    | N'Daw 28e, N'Doye 79e, Camara 83e, 88e, Diouf 90e ; Traoré 39e |
| 8 septembre 2007 | Tanzanie     | Tanzanie     | Mozambique   | 0 - 1    | Tico-Tico 8e                                                   |

| Place | Équipe       | Pts | J | G | N | P | Buts + | Buts - | Diff. |
| ----- | ------------ | --- | - | - | - | - | ------ | ------ | ----- |
| 1er   | Sénégal      | 11  | 6 | 3 | 2 | 1 | 12     | 3      | +9    |
| 2e    | Mozambique   | 9   | 6 | 2 | 3 | 1 | 5      | 3      | +2    |
| 3e    | Tanzanie     | 8   | 6 | 2 | 2 | 2 | 4      | 7      | -3    |
| 4e    | Burkina Faso | 4   | 6 | 1 | 1 | 4 | 4      | 12     | -8    |

### Groupe 8
| Date             | Lieu     | Équipe 1 | Équipe 2 | Résultat | Buteurs                                              |
| ---------------- | -------- | -------- | -------- | -------- | ---------------------------------------------------- |
| 3 septembre 2006 | Guinée   | Guinée   | Algérie  | 0 - 0    |                                                      |
| 3 septembre 2006 | Gambie   | Gambie   | Cap-Vert | 2 - 0    | Ceesay 8e (pen), Jatta 88e                           |
| 7 octobre 2006   | Algérie  | Algérie  | Gambie   | 1 - 0    | Ziani 75e (pen)                                      |
| 7 octobre 2006   | Cap-Vert | Cap-Vert | Guinée   | 1 - 0    | Lito 52e                                             |
| 24 mars 2007     | Algérie  | Algérie  | Cap-Vert | 2 - 0    | Daham 60e, Meniri 89e                                |
| 24 mars 2007     | Gambie   | Gambie   | Guinée   | 0 - 2    | Diawara 61e, Feindouno 85e                           |
| 2 juin 2007      | Cap-Vert | Cap-Vert | Algérie  | 2 - 2    | Soares 65e, Borges 90e; Bougherra 33e, Saïfi 84e     |
| 3 juin 2007      | Guinée   | Guinée   | Gambie   | 2 - 2    | Jabi 10e, Mansaré 53e; Sonko 51e, Pa Modou 71e       |
| 16 juin 2007     | Algérie  | Algérie  | Guinée   | 0 - 2    | Mansaré 43e, Feindouno 84e                           |
| 16 juin 2007     | Cap-Vert | Cap-Vert | Gambie   | 0 - 0    |                                                      |
| 9 septembre 2007 | Gambie   | Gambie   | Algérie  | 2 - 1    | Jatta 75e, Mendy 86e; Saïfi 56e                      |
| 9 septembre 2007 | Guinée   | Guinée   | Cap-Vert | 4 - 0    | Feindouno 29e, Cissé 41e, Camara 43e, I.Bangoura 45e |

| Place | Équipe   | Pts | J | G | N | P | Buts + | Buts - | Diff. |
| ----- | -------- | --- | - | - | - | - | ------ | ------ | ----- |
| 1er   | Guinée   | 11  | 6 | 3 | 2 | 1 | 10     | 3      | +7    |
| 2e    | Algérie  | 8   | 6 | 2 | 2 | 2 | 6      | 6      | 0     |
| 3e    | Gambie   | 8   | 6 | 2 | 2 | 2 | 6      | 6      | 0     |
| 4e    | Cap-Vert | 5   | 6 | 1 | 2 | 3 | 3      | 10     | -7    |

### Groupe 9
| Date             | Lieu         | Équipe 1     | Équipe 2     | Résultat | Buteurs                                                                 |
| ---------------- | ------------ | ------------ | ------------ | -------- | ----------------------------------------------------------------------- |
| 3 septembre 2006 | Togo         | Togo         | Bénin        | 2 - 1    | Dossèvi, Amewou ; Tchomogo                                              |
| 3 septembre 2006 | Sierra Leone | Sierra Leone | Mali         | 0 - 0    |                                                                         |
| 8 octobre 2006   | Mali         | Mali         | Togo         | 1 - 0    | D.Traoré 90e                                                            |
| 8 octobre 2006   | Bénin        | Bénin        | Sierra Leone | 2 - 0    | Chitou 22e, Ogounbiyi 82e                                               |
| 24 mars 2007     | Togo         | Togo         | Sierra Leone | 3 - 1    | Adebayor 37e, 85e, Olufadé 62e ; Wobay 77e                              |
| 25 mars 2007     | Mali         | Mali         | Bénin        | 1 - 1    | Kanouté 53e (pen) ; Ogounbiyi 45e                                       |
| 3 juin 2007      | Sierra Leone | Sierra Leone | Togo         | 0 - 1    | Sènaya 78e                                                              |
| 3 juin 2007      | Bénin        | Bénin        | Mali         | 0 - 0    |                                                                         |
| 17 juin 2007     | Bénin        | Bénin        | Togo         | 4 - 1    | Omotoyossi 44e, 52e, Sessègnon 47e, Ogounbiyi 58e; Olufadé 75e          |
| 17 juin 2007     | Mali         | Mali         | Sierra Leone | 6 - 0    | Sidibé 22e (pen), Keita 68e, 87e, M.Diallo 72e, L.Diallo 89e, Touré 90e |
| 12 octobre 2007  | Togo         | Togo         | Mali         | 0 - 2    | Kanouté 41e, M.Diallo 90e                                               |
| 12 octobre 2007  | Sierra Leone | Sierra Leone | Bénin        | 0 - 2    | Tchomogo 9e, 63e                                                        |

| Place | Équipe       | Pts | J | G | N | P | BP | BC | Diff |
| ----- | ------------ | --- | - | - | - | - | -- | -- | ---- |
| 1er   | Mali         | 12  | 6 | 3 | 3 | 0 | 10 | 1  | +9   |
| 2e    | Bénin        | 11  | 6 | 3 | 2 | 1 | 10 | 4  | +6   |
| 3e    | Togo         | 9   | 6 | 3 | 0 | 3 | 7  | 9  | -2   |
| 4e    | Sierra Leone | 1   | 6 | 0 | 1 | 5 | 1  | 14 | -13  |

### Groupe 10
| Date               | Lieu     | Équipe 1 | Équipe 2 | Résultat | Buteurs                                                  |
| ------------------ | -------- | -------- | -------- | -------- | -------------------------------------------------------- |
| 2 septembre 2006   | Éthiopie | Éthiopie | Libye    | 1 - 0    | Mebratu 15e                                              |
| 1er septembre 2006 | RD Congo | RD Congo | Namibie  | 3 - 2    | Mbele 32e, Kalulika 63e, Kinkela 80e; Plaatjies 34e, 60e |
| 8 octobre 2006     | Libye    | Libye    | RD Congo | 1 - 1    | Hussein 57e ; Bageta 40e                                 |
| 7 octobre 2006     | Namibie  | Namibie  | Éthiopie | 1 - 0    | Jakweys 27e                                              |
| 29 avril 2007      | RD Congo | RD Congo | Éthiopie | 2 - 0    | Mbungu 38e, LuaLua 84e                                   |
| 25 mars 2007       | Libye    | Libye    | Namibie  | 2 - 1    | Al Rewani 12e, El-Taib 61e; Helu 88e                     |
| 1er juin 2007      | Éthiopie | Éthiopie | RD Congo | 1 - 0    | Saïd 31e                                                 |
| 2 juin 2007        | Namibie  | Namibie  | Libye    | 1 - 0    | Benjamin 5e                                              |
| 16 juin 2007       | Namibie  | Namibie  | RD Congo | 1 - 1    | Pienaar 44e, Matumona 26e                                |
| 17 juin 2007       | Libye    | Libye    | Éthiopie | 3 - 1    | Zuway 11e, 48e, Al Rewani 23e;                           |
| 8 septembre 2007   | RD Congo | RD Congo | Libye    | 1 - 1    | Nonda 45e (pen); Hussein                                 |
| 8 septembre 2007   | Éthiopie | Éthiopie | Namibie  | 2 - 3    | Bogale 44e, Saïd 68e; Bester 65e, 82e, Katupose 86e      |

| Place | Équipe   | Pts | J | G | N | P | Buts + | Buts - | Diff. |
| ----- | -------- | --- | - | - | - | - | ------ | ------ | ----- |
| 1er   | Namibie  | 10  | 6 | 3 | 1 | 2 | 9      | 8      | +1    |
| 2e    | RD Congo | 9   | 6 | 2 | 3 | 1 | 8      | 6      | +2    |
| 3e    | Libye    | 8   | 6 | 2 | 2 | 2 | 7      | 6      | +1    |
| 4e    | Éthiopie | 6   | 6 | 2 | 0 | 4 | 5      | 9      | -4    |

### Groupe 11
| Date             | Lieu           | Équipe 1       | Équipe 2       | Résultat | Buteurs                                                  |
| ---------------- | -------------- | -------------- | -------------- | -------- | -------------------------------------------------------- |
| 3 septembre 2006 | Tchad          | Tchad          | Zambie         | 0 - 2    | Chamanga 46e ; Phiri 59e                                 |
| 2 septembre 2006 | Afrique du Sud | Afrique du Sud | Congo          | 0 - 0    |                                                          |
| 8 octobre 2006   | Congo          | Congo          | Tchad          | 3 - 1    | Abdoulaye 15e ; Malonga 29 ; Ondama 48e                  |
| 8 octobre 2006   | Zambie         | Zambie         | Afrique du Sud | 0 - 1    | Mokoena 28e                                              |
| 24 mars 2007     | Tchad          | Tchad          | Afrique du Sud | 0 - 3    | Moriri 32e, Buckley 45e+ 1re, Zuma 76e                   |
| 25 mars 2007     | Congo          | Congo          | Zambie         | 0 - 0    |                                                          |
| 2 juin 2007      | Afrique du Sud | Afrique du Sud | Tchad          | 4 - 0    | Morris (csc) 13e (pen), Zuma 23e, Zuma 33e, Nomvethe 74e |
| 2 juin 2007      | Zambie         | Zambie         | Congo          | 3 - 0    | Mulenga 22e, Katongo 74e, Chalwe 87e                     |
| 17 juin 2007     | Congo          | Congo          | Afrique du Sud | 1 - 1    | Bantsimba 59e; Zuma 51e                                  |
| 16 juin 2007     | Zambie         | Zambie         | Tchad          | 1 - 1    | Mbesuma 57e; Kédigui 13e                                 |
| 9 septembre 2007 | Afrique du Sud | Afrique du Sud | Zambie         | 1 - 3    | McCarthy 51e; C.Katongo 20e, 28e, 30e                    |
| 9 septembre 2007 | Tchad          | Tchad          | Congo          | 1 - 1    | Djime 90e; Mayimbi 6e                                    |

| Place | Équipe         | Pts | J | G | N | P | Buts + | Buts - | Diff. |
| ----- | -------------- | --- | - | - | - | - | ------ | ------ | ----- |
| 1er   | Zambie         | 11  | 6 | 3 | 2 | 1 | 9      | 3      | +6    |
| 2e    | Afrique du Sud | 11  | 6 | 3 | 2 | 1 | 10     | 4      | +6    |
| 3e    | Congo          | 7   | 6 | 1 | 4 | 1 | 5      | 6      | -1    |
| 4e    | Tchad          | 2   | 6 | 0 | 2 | 4 | 3      | 14     | -11   |

### Groupe 12
| Date             | Lieu     | Équipe 1 | Équipe 2 | Résultat | Buteurs                                           |
| ---------------- | -------- | -------- | -------- | -------- | ------------------------------------------------- |
| 2 septembre 2006 | Maroc    | Maroc    | Malawi   | 2 - 0    | Chamakh 53e ; Boussoufa 76e                       |
| 7 octobre 2006   | Malawi   | Malawi   | Zimbabwe | 1 - 0    | Chavula 80e                                       |
| 25 mars 2007     | Zimbabwe | Zimbabwe | Maroc    | 1 - 1    | Nyandoro 82e / Y.Hadji 7e                         |
| 2 juin 2007      | Maroc    | Maroc    | Zimbabwe | 2 - 0    | Chamakh 4e, Y.Hadji 26e                           |
| 16 juin 2007     | Malawi   | Malawi   | Maroc    | 0 - 1    | El Moubarki 9e                                    |
| 9 septembre 2007 | Zimbabwe | Zimbabwe | Malawi   | 3 - 1    | Nkatha 24e, Mteki 54e, Mwanjali 61e; Kanyenda 43e |

| Place | Équipe   | Pts | J | G | N | P | Buts + | Buts - | Diff. |
| ----- | -------- | --- | - | - | - | - | ------ | ------ | ----- |
| 1er   | Maroc    | 10  | 4 | 3 | 1 | 0 | 6      | 1      | +5    |
| 2e    | Zimbabwe | 4   | 4 | 1 | 1 | 2 | 4      | 5      | -1    |
| 2e    | Malawi   | 3   | 4 | 1 | 0 | 3 | 2      | 6      | -4    |

### Classement des deuxièmes
|   | Équipe             | Pts | J | G | N | P | Buts + | Buts - | Diff. |
| - | ------------------ | --- | - | - | - | - | ------ | ------ | ----- |
| 1 | Tunisie            | 13  | 6 | 4 | 1 | 1 | 12     | 3      | +9    |
| 2 | Bénin              | 11  | 6 | 3 | 2 | 1 | 10     | 4      | +6    |
| 3 | Afrique du Sud     | 11  | 6 | 3 | 2 | 1 | 10     | 4      | +6    |
|   | Ouganda            | 11  | 6 | 3 | 2 | 1 | 8      | 3      | +5    |
|   | Guinée équatoriale | 10  | 6 | 3 | 1 | 2 | 6      | 7      | -1    |
|   | RD Congo           | 9   | 6 | 2 | 3 | 1 | 8      | 6      | +2    |
|   | Mozambique         | 9   | 6 | 2 | 3 | 1 | 5      | 3      | +2    |
|   | Togo               | 9   | 6 | 3 | 0 | 3 | 7      | 9      | -2    |
|   | Érythrée           | 9   | 6 | 2 | 3 | 1 | 5      | 8      | -3    |
|   | Algérie            | 8   | 6 | 2 | 2 | 2 | 6      | 6      | 0     |
|   | Mauritanie         | 7   | 6 | 2 | 1 | 3 | 9      | 10     | -1    |